# جمعية الأمراض المعدية الأمريكية
جمعية الأمراض المعدية الأمريكية (اختصارًا IDSA) هي جمعيةٌ طبيةٌ تمثل الأطباء والعلماء وغيرهم من المتخصصين في الرعاية الصحية المتخصصين في الأمراض المعدية. تأسست عام 1963 ومقرها أرلنغتون بولاية فيرجينيا. حتى عام 2018، كان لدى جمعية الأمراض المعدية الأمريكية أكثر من 11,000 عضوًا من جميع أنحاء الولايات المتحدة وما يقرب من 100 دولة أخرى في ست قارات مختلفة.

## روابط خارجية
- الموقع الرسمي